# 圖巴市 (亞利桑那州)
圖巴市（英語：Tuba City）是位於美國亞利桑那州可可尼諾縣的一個人口普查指定地區。根據2010年美國人口普查，該地人口為8611人，而該地的面積約為23.24平方千米。

## 地理
圖巴市的座標為36°07′45″N 111°14′19″W / 36.12917°N 111.23861°W，而該地最高點為海拔高度1512米（即4960英尺）。